# 隱岐群島
隱岐群島，亦稱隱岐島，是位於日本島根半島北方約50公里的群島，總面積345.73平方公里，行政區劃分屬於島根縣隱岐郡下的3町1村。

## 地理
隱岐群島在島根半島之北，與日本本土以隱岐海峽相隔，其內以島後水道分成「島前」和「島後」兩部分。「島前」主要由被稱為「島前三島」的知夫里島（屬知夫村）、中之島（屬海士町）、西之島（屬西之島町）所構成，「島後」則以島後島（屬隱岐之島町）為主。
其中島前三島是由海底火山噴發後所形成，位於西之島上的燒火山即為火山口的位置，而後火山陷落後形成了破火山口的地形，因而成為現在的三座島嶼。

## 歷史
隱岐群島在繩紋時代早期便有人類居住，與本州山陰地方一帶有石器和土器的交流，並為古事記裡記載日本國土誕生時最初的大八州之一。大化革新前設有億伎國造，之後設置有隱岐國。在律令時代是著名的流放之島，包括小野篁、伴健岑、源義親、板垣兼信、佐佐木廣綱、後鳥羽上皇、後醍醐天皇以及小倉宮的根嗣等人都曾被流放至此。
隱岐群島有與渤海以及新羅交流的紀錄。

## 地質
隱岐群島是距今500萬年前的新近紀至第四紀兩大複式火山噴發並經侵蝕形成。為黑曜石產地。